# 哈德利斯珀奇斯
哈德利斯珀奇斯（英語：Hadley's Purchase）是位於美國新罕布什爾州庫斯縣的一個行政鎮區。

## 地方資料
哈德利斯珀奇斯的面積為19.20平方千米，皆為陸地。根據2020年美國人口普查的數據，當地共有人口0人，而人口密度為每平方千米0人。